# Leonid Nikolajev
Leonid Vasiljevitsj Nikolajev (Russisch: Леонид Васильевич Николаев) (Sint-Petersburg, 10 maart 1904 - Leningrad, 29 december 1934) was een Russische arbeider die op 1 december 1934 de Leningradse partijleider Sergej Kirov vermoordde.

## Leven
Nikolajev was de zoon van een alcoholische vader die overleed toen hij vier was. Met zijn moeder, twee zussen en een broer groeide hij op in armoedige omstandigheden. Al op heel jonge leeftijd verdiende hij bij als straatveger. Als kind leed hij aan rachitis, waardoor hij zijn leven lang klein (1.50 meter) en fragiel zou blijven. Na zes jaar basisonderwijs ging hij werken als metaalarbeider, maar hij bleek een lastige werknemer die vaak in conflict kwam met zijn bazen. Tussen 1919 en 1932 wisselde hij minstens tien keer van baan. In 1924 werd Nikolajev lid van de partij en vanaf 1932 begon hij te werken voor diverse partij-organisaties, waarbij hij ook enkele malen van functie wisselde. In maart 1934 kwam hij in de problemen toen hij een benoeming op de politieke afdeling van de spoorwegen weigerde. Hij verloor zijn partijlidmaatschap en zijn baan. Na een beroep kreeg hij in mei 1934 zijn partijkaart terug, maar hij bleef zonder werk.
Nikolajev was getrouwd met Milda Draule, met wie hij twee zonen had, Marx (geboren 1927) en Leonid (geboren 1931). Draule werkte vanaf 1930 als serveerster in het Smolny-instituut, maar verdiende onvoldoende voor het gezin om van rond te komen. Nikolajev schreef medio 1934 twee brieven aan de Leningradse partijleider Kirov waarin hij klaagde dat hij als toegewijd partijlid nog steeds geen werk had gevonden. Op 15 oktober 1934 werd hij in de buurt van Kirovs woning aangetroffen in het bezit van een pistool. Omdat hij zich verdacht gedroeg werd hij door een militie opgepakt en ondervraagd door de NKVD. Hij verklaarde dat hij Kirov alleen had willen aanspreken vanwege zijn werkloosheid en werd opvallend gemakkelijk weer vrijgelaten. Later werd vaak gesuggereerd dat de NKVD dat met opzet zou hebben gedaan om hem de vrije hand te geven bij het plegen van een aanslag op Kirov, maar harde bewijzen daarvoor zijn nooit gevonden.

## Moord op Kirov
Op 1 december 1934 wist Nikolajev het trappenhuis van het Smolny instituut binnen te komen, hoewel hij niet in het bezit was van een daartoe vereiste werknemerspas. Volgens zijn eigen verklaring was hij daar om 13.30 uur. Om 16.30 uur arriveerde Kirov ook bij het Smolny en begaf zich eveneens in het trappenhuis, op weg naar zijn werkkamer. Nikolajev hield zich daar nog steeds op en toen Kirov hem passeerde trok hij een pistool en schoot Kirov van een meter afstand achter in zijn nek. Direct daarna was een tweede schot te horen dat afketste in de tegenoverliggende wand. 
Vanaf dit punt lopen de lezingen van het gebeuren enigszins uiteen. Voor zover bekend heeft geen enkele getuige Nikolajev de schoten daadwerkelijk zien lossen. Diverse verklaringen in de archieven over wie na de moord op de plek des onheils arriveerden en in welke volgorde, spreken elkaar behoorlijk tegen. Volgens een onderzoeksrapport van de KGB uit 1990 wilde Nikolajev met het tweede schot zichzelf doden, maar werd hij overmeesterd door een niet nader geïdentificeerde man die uit een kamer was komen snellen, waardoor het schot miste. Er bestaat echter ook een schriftelijke verklaring van een toegesnelde elektricien die beweert dat híj Nikolajev neersloeg, zonder melding te maken van een andere aanwezige. Hoe dan ook, Kirov lag met zijn gezicht naar rechts voorover op de vloer. Hij werd in een aangrenzende kamer op een conferentietafel gelegd, maar reanimatie mocht niet meer baten.

## Onderzoek en executie
Een dag na de moord werd Nikolajev persoonlijk ondervraagd door Stalin, die persoonlijk een onderzoekscommissie naar de moord leidde. Naar verluidt was hij zo in de war dat hij Stalin in eerste instantie niet eens herkende. Herhaaldelijk zou hij gezegd hebben: "wat heb ik gedaan, wat heb ik gedaan?" Hij ontkende de moord niet, maar bleek niet in staat een bekentenis af te leggen. Chroesjtsjov, lid van de onderzoekscommissie maar zelf niet bij het verhoor aanwezig, zou later echter verklaren dat Nikolajev knielend zou hebben beweerd in opdracht van de partij te hebben gehandeld. Stalins lijfwacht Nikolaj Vlasik schreef daarentegen jaren later dat Nikolajev in zijn cel zou hebben gezegd: "Stalin beloofde mijn leven te sparen als ik medeplichtigen zou noemen, maar ik heb geen medeplichtigen".
Ook Nikolajevs vrouw Milda Draule werd door Stalin verhoord. De NKVD verspreidde het verhaal dat Kirov een relatie met haar zou hebben gehad en dat het een 'crime passionnel' betrof. Draule zei echter van niets te weten en ook niets te hebben vermoed. 
Op 6 december legde Nikolajev voor het eerst een volledige verklaring af en beweerde dat hij in opdracht van de door de voormalige Leningradse partijleider Grigori Zinovjev geleide oppositie had gehandeld. Op 26 december werd hij veroordeeld en direct geëxecuteerd, samen met 13 anderen uit zijn omgeving. Nikolajevs vrouw Milda werd in maart 1935 samen met haar zus en haar schoonbroer geëxecuteerd. Hun twee kinderen werden naar een weeshuis gestuurd.
Draule werd in 1991 gerehabiliteerd, Nikolajev werd nooit gerehabiliteerd.